# Constantin Cotacu
Constantin Cotacu (n. 11 octombrie 1937, Sinaia, Prahova, România) este un fost bober olimpic român. El a concurat în echipajele de doi și de patru la probele de la Jocurile Olimpice de iarnă din 1964.